# Бердянский курган
Бердянский курган — скифское захоронение, расположенное на южной окраине села Нововасилевка (ныне входящего в состав Бердянского городского совета Запорожской области Украины) на высоком левом берегу реки Берды. По состоянию на 2009 год, являлся крупнейшим из раскопанных курганов Северного Приазовья. Захоронение, предположительно, было произведено на рубеже V—IV веков до нашей эры.
В 1977 году Институтом археологии АН УССР и Украинским обществом охраны памятников истории и культуры была организована археологическая экспедиция, которая начала научное изучение Бердянского кургана. Экспедицию возглавлял М. М. Чередниченко.
Диаметр нижней части кургана около 70 метров, его высота — 8,4 метра. Насыпь кургана (в центральной части) выложена галькой. Внутри кургана обнаружены три гробницы, одна из которых была центральной, а две другие — дополнительными.
В центральной гробнице, камера которой имеет глубину 15 метров, было найдено большое количество пластинок из золота, когда-то богато оформлявших одеяния погребённого здесь скифского аристократа. Также в ней были обнаружены 20 краснофигурных амфор, вероятнее всего, греческого происхождения. На железных крюках, вбитых в стены камеры, висели меч с рукоятью покрытой золотом, боевые пояса с колчанами, чаши из дерева с золотыми обивками, клевцы, дротики, снаряжение боевого коня, золотой пластинчатый налобник.
Археологи определили, что в центральной гробнице находились три тела:
- в центре, на деревянном настиле — скифский аристократ, скорее всего, высокого звания военачальник;
- у входа, где лежали меч, железный панцирь, наконечник копья — простой воин, скорее всего, охранник;
- в глубине, около амфор и сосудов для вина — скорее всего, виночерпий[3].

Гробница в северной части кургана была, фактически, складом; в ней найдены остатки пищи — многочисленные кости, три бронзовых котла, в которых, помимо уже упомянутых костей, лежали черпаки и вилки из железа.
Гробница в восточной части кургана являлась местом захоронения женщины (вероятно, жрицы из знатного рода) с юным прислужником; в ней были найдены остатки погребального катафалка, конская упряжь, бронзовые навершия, украшавшие катафалк, золотые украшения и оружие.
Найденные в Бердянском кургане изделия и украшения из золота выставляются в Музее исторических драгоценностей Украины в Киеве.